# Szentmihályi Imre
Szentmihályi Imre eredeti nevén Sztankovszky (Zalaszentmihályfa, 1924. február 11. − Zalaegerszeg, 1986. június 12.) néprajzkutató, muzeológus.

## Élete
Középiskolai tanulmányait Kőszegen, Esztergomban és Zalaegerszegen végezte. 1943-1948 között a budapesti tudományegyetem bölcsészettudományi karára járt, ahol néprajzos diplomát szerzett. A MNM Történeti Múzeumának 1948–tól, a Nagykanizsai Múzeumnak 1949–től, majd 1950-től a zalaegerszegi Göcseji Múzeumnak lett munkatársa, ill. tudományos főmunkatársa, majd igazgatója 1969-ig. 1969-1973 között a Zala Megyei Levéltár, 1976-ig a múzeum munkatársa, majd pedig nyugdíjas lett. A Göcseji úti temetőben nyugszik.
A település-építkezés, a néprajzi csoportok, a történeti néprajz terén végzett kutatásokat, a néprajz tudománytörténetével, mondakutatással foglalkozott. Közreműködött a Göcseji Falumúzeum létrehozásában.
Szerkesztette a Göcseji Múzeum Közleményeinek első 30 számát.

## Emlékezete
- Emléktábla a Göcseji Falumúzeum falán

## Művei
- 1958 A göcseji nép eredethagyománya. Budapest
- 1960 Göcseji Múzeum Jubileumi Emlékkönye (szerk.)
- 1968 A Göcseji Falumúzeum. Zalaegerszeg
- 1977 Hetés és Lendvavidék néprajzi sajátosságai. Zalaegerszeg.